# کیهان‌شناسی پلاسما

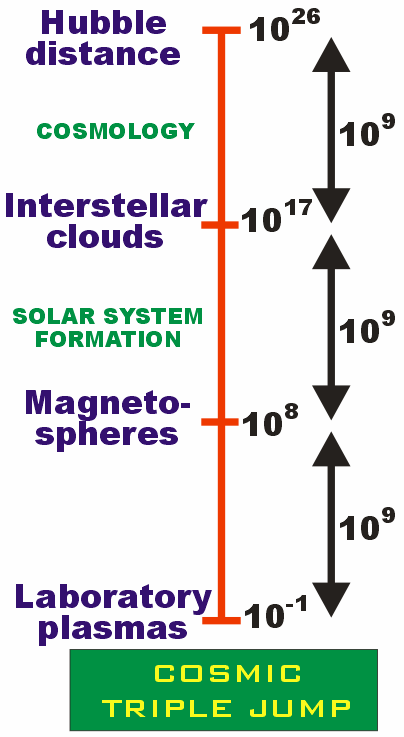
هانس آلفون از معیار نتایج آزمایشگاهی برای برون‌یابی مقیاس جهانی استفاده کرد و
یک عامل ۱۰^{۹} مقیاس جهش برای برون‌یابی مگنتوسفر نیاز دارد، و جهش دومی برای برون‌یابی شرایط کهکشانی، و جهش سومی برای برون‌یابی
مسافت هابل مورد نیاز است.

کیهان‌شناسی پلاسما (به انگلیسی: Plasma cosmology)، کیهان‌شناسی غیر استانداردی با این انگارهٔ مرکزی است که دینامیک گازهای یونیزه شده و پلاسما نقش مهمی را-اگر نقش غالب نداشته باشند- در فیزیک جهان خارج از منظومه شمسی بازی می‌کنند.
این مطلب با اجماع عمومی کیهان‌شناسان و اخترفیزیک‌دانان که به شدت از تحت تأثیر قرار گرفتن اجرام سماوی و ساختار جهان از گرانش و تئوری نسبیت عام اینشتین و مکانیک کوانتومی حمایت می‌کنند متناقض است. این کیهان‌شناسی می‌تواند برای توضیح منشأ، ساختار و تکامل جهان در مقیاس کیهانی مورد استفاده قرار گیرد. با وجود این که این مدل مورد پذیرش اکثر دانشمندان واقع نشده‌است، ولی در مشاهدات اخترفیزیک مبتنی بر کیهان‌شناسی پلاسما پیش‌بینی‌هایش به تازگی دارای موفقیت‌هایی هم بوده‌اند.
تعدادی از مفاهیم مربوط به کیهان‌شناسی پلاسما از هانس آلفون منشأ گرفته‌است که در سال ۱۹۷۰ جایزه نوبل فیزیک را در مگنتو هیدرودینامیک دریافت کرد و سخنرانی جایزه نوبل خود را با موضوع مدل جهان پلاسما دربارهٔ شکل‌گیری منظومه شمسی و فیزیک فضا ارائه نمود
آلفون پیشنهاد کرد برای برون‌یابی نتایج تجارب آزمایشگاهی و مشاهدات فیزیک فضا با بزرگ کردن معیار آن‌ها و مرتبه بزرگی تا بزرگترین اشیاء قابل مشاهده در دنیا استفاده کرد. (تصویر).
گاهی اوقات از عبارت دنیای پلاسما به عنوان مترادفی برای کیهان‌شناسی پلاسما به عنوان توصیف جایگزینی از پلاسما در جهان استفاده می‌شود.